# Tour-en-Bessin
 Tour-en-Bessin  es una población y comuna francesa, situada en la región de Baja Normandía, departamento de Calvados, en el distrito de Bayeux y cantón de Trévières.

## Demografía
| 414 | 452 | 418 | 421 | 512 | 504 |
| Para los censos de 1962 a 1999 la población legal corresponde a la población sin duplicidades (Fuente: INSEE [Consultar]) |     |     |     |     |     |